# Castagnito
Castagnito (Castagnì in piemontese) è un comune italiano di 2 262 abitanti della provincia di Cuneo in Piemonte.

## Geografia fisica
Fa parte della delimitazione geografica del Roero.
Castagnito sorge nelle colline del sinistra Tanaro a 350 metri sul livello del mare.

## Storia
La sua origine risale al XII secolo e la sua storia vede l'alternarsi di varie signorie tra cui la diocesi di Asti e soprattutto i Rotari o Roero.

### Simboli
Nello stemma è raffigurato su campo azzurro un ramo di castagno al naturale, posto in palo, fogliato di cinque e fruttato di due, accompagnato in punta da tre ruote d'argento, simbolo della famiglia Roero. Sotto lo scudo una lista bifida reca la latinizzazione del toponimo, Castanetum ad Tanagrum. Il gonfalone è un drappo di azzurro.

## Monumenti e luoghi d'interesse
La chiesa parrocchiale del capoluogo è dedicata a san Giovanni Battista.
In frazione San Giuseppe vi è la chiesa parrocchiale dedicata a san Giuseppe. Al suo interno è presente un organo Berutti del XX secolo, donato alla parrocchia dalla famiglia Burgo di Torino.

## Società

### Evoluzione demografica
Abitanti censiti

### Etnie e minoranze straniere
Secondo i dati Istat al 31 dicembre 2017, i cittadini stranieri residenti a Castagnito sono 359, così suddivisi per nazionalità, elencando per le presenze più significative:
1. Romania, 118
2. Macedonia, 111
3. Bulgaria, 33
4. Marocco, 21

## Economia
Comune agricolo, Castagnito vanta una frutticoltura specializzata che annovera varie specialità di frutta, ma in prevalenza pesche e pere.

## Amministrazione
| Periodo        | Periodo        | Primo cittadino       | Partito      | Carica  | Note   |
| -------------- | -------------- | --------------------- | ------------ | ------- | ------ |
| 14 giugno 1999 | 14 giugno 2004 | Anna Becchis          | Lista civica | Sindaco | [ 7 ]  |
| 14 giugno 2004 | 8 giugno 2009  | Anna Becchis          | Lista civica | Sindaco | [ 8 ]  |
| 8 giugno 2009  | 26 maggio 2014 | Felice Pietro Isnardi | Lista civica | Sindaco | [ 9 ]  |
| 26 maggio 2014 | 27 maggio 2019 | Felice Pietro Isnardi | Lista civica | Sindaco | [ 10 ] |
| 27 maggio 2019 | in carica      | Carlo Porro           | Lista civica | Sindaco |        |